# العلاقات الإريترية الكولومبية
العلاقات الإريترية الكولومبية هي العلاقات الثنائية التي تجمع بين إريتريا وكولومبيا.

## مقارنة بين البلدين
هذه مقارنة عامة ومرجعية للدولتين:
| وجه المقارنة                                              | إريتريا                                      | كولومبيا        |
| --------------------------------------------------------- | -------------------------------------------- | --------------- |
| المساحة (كم2)                                             | 117.60 ألف                                   | 1.14 مليون      |
| عدد السكان (نسمة)                                         | 6.33 مليون                                   | 49.07 مليون     |
| الكثافة السكانية (ن./كم²)                                 | 53.83                                        | 43.04           |
| العاصمة                                                   | أسمرة                                        | بوغوتا          |
| اللغة الرسمية                                             | اللغة التغرينية، اللغة العربية، لغة إنجليزية | اللغة الإسبانية |
| العملة                                                    | ناكفا                                        | بيزو كولومبي    |
| الناتج المحلي الإجمالي (بليون دولار)                      | 2.61 مليار                                   | 309.19 مليار    |
| الناتج المحلي الإجمالي (تعادل القوة الشرائية) بليون دولار |                                              | 724.96 مليار    |
| الناتج المحلي الإجمالي الاسمي للفرد دولار أمريكي          |                                              | 7.60 ألف        |
| الناتج المحلي الإجمالي للفرد دولار أمريكي                 |                                              | 13.36 ألف       |
| مؤشر التنمية البشرية                                      | 0.391                                        | 0.720           |
| رمز المكالمات الدولي                                      | +291                                         | +57             |
| رمز الإنترنت                                              | .er                                          | .co             |
| المنطقة الزمنية                                           | ت ع م+03:00                                  | 00              |

## منظمات دولية مشتركة
يشترك البلدان في عضوية مجموعة من المنظمات الدولية، منها:
| علم المنظمة | اسم المنظمة                        | تاريخ انضمام إريتريا | تاريخ انضمام كولومبيا |
| ----------- | ---------------------------------- | -------------------- | --------------------- |
|             | مؤسسة التمويل الدولية              | 11 أكتوبر 1995       | 20 يوليو 1956         |
|             | منظمة حظر الأسلحة الكيميائية       | ?                    | ?                     |
|             | يونسكو                             | 2 سبتمبر 1993        | 31 أكتوبر 1947        |
|             | الاتحاد الدولي للاتصالات           | 6 أغسطس 1993         | 25 أغسطس 1914         |
|             | الأمم المتحدة                      | 28 مايو 1993         | 5 نوفمبر 1945         |
|             | منظمة الشرطة الجنائية الدولية      | ?                    | ?                     |
|             | البنك الدولي للإنشاء والتعمير      | 6 يوليو 1994         | 24 ديسمبر 1946        |
|             | الاتحاد البريدي العالمي            | ?                    | ?                     |
|             | مؤسسة التنمية الدولية              | 6 يوليو 1994         | 16 يونيو 1961         |
|             | وكالة ضمان الاستثمار متعدد الأطراف | 10 سبتمبر 1996       | 30 نوفمبر 1995        |